# شيفت 2 أنليشد
شيفت 2 أنليشد (بالإنجليزية:Shift 2: Unleashed) ، هي لعبة إلكترونية من نوع سباق السيارات، أنتجت اللعبة من قبل إلكترونيك آرتس سنة 2011 ، وتعمل لأنظمة ألعاب فيديو الأربع وهي :
- بلاي ستيشن 3.
- إكس بوكس 360.
- ويندوز مايكروسوفت؟
- آي أو إس.

## وصلات خارجية
- شيفت 2 أنليشد على موقع IMDb (الإنجليزية)

- Site officiel Français de Shift 2: Unleashed
- Site officiel Americain de Shift 2: Unleashed